# Aeroportul Santa Isabel Do Morro
Aeroportul Santa Isabel Do Morro (IATA: IDO, ICAO: SWIY) este un aeroport din Lagoa da Confusão, Tocantins, Região Norte do Brasil⁠(d), Brazilia.
Situat la o altitudine de 197 m, aeroportul dispune de 2 piste.

## Infrastructură

### Piste
Aeroportul dispune de 2 piste. Pista 12/30 are suprafața de asfalt și dimensiunile 1.540 m × 30 m. Pista 12/30 are suprafața de asfalt și dimensiunile 1.540 m × 30 m. 